# سفارة مصر لدى السعودية
سفارة مصر لدى السعودية هي الممثلية الدبلوماسية العليا لدولة جمهورية مصر العربية لدى المملكة العربية السعودية. تقع السفارة في حي السفارات في الرياض، وتهدف لتعزيز المصالح المصرية في السعودية.

## قائمة السفراء
| الاسم                | الفترة                         |
| -------------------- | ------------------------------ |
| أحمد فاروق           | أكتوبر 2019 -                  |
| ناصر حمدي            | 2 نوفمبر 2015 - 6 سبتمبر 2019  |
| عفيفي عبد الوهاب     | 1 سبتمبر 2012 - 31 أكتوبر 2015 |
| محمود محمد عوف       | 4 سبتمبر 2008 - 31 غسطس 2012   |
| محمد عبد الحميد قاسم | 8 أغسطس 2004 - 21 غسطس 2008    |
| محمد رفيق خليل       | 2 أكتوبر 2001 - 8 يوليو 2004   |
| محمد حلمي بدير       | 5 مايو 1998 - 20 سبتمبر 2001   |
| محمد كامل عمرو       | 9 سبتمبر 1995 - 11 ديسمبر 1997 |
| محمد فتحي الشاذلي    | 6 نوفمبر 1991 - 21 أغسطس 1995  |
| سيد قاسم المصري      | 2 يناير 1988 - 21 أكتوبر 1991  |
| سيد أبو زيد عمر      | 22 سبتمبر 1985 - 1 يناير 1988  |